# Antanambaon'amberina
Antanambaon'amberina is een plaats en commune in het noorden van Madagaskar, behorend tot het district Mandritsara, dat gelegen is in de regio Sofia. Tijdens een volkstelling in 2001 telde de plaats 5.687 inwoners.
De plaats biedt naast lager onderwijs ook middelbaar onderwijs aan. 99 % van de bevolking werkt als landbouwer en 0,5 % houdt zich bezig met veeteelt. De belangrijkste landbouwproducten zijn koffie en kruidnagelen; andere belangrijke producten zijn bonen en rijst. Verder is 3% actief in de dienstensector.